# Els dublinesos
Els dublinesos (títol original en anglès The Dead) és una pel·lícula dirigida per John Huston i protagonitzada per la seva filla Anjelica Huston, estrenada el 1987. Va ser l'última pel·lícula que Huston va dirigir, i es va estrenar pòstumament. Aquesta pel·lícula ha estat doblada al català.

## Argument
És una adaptació d'Els morts, conte del mateix nom de James Joyce (en el seu llibre Dublinesos), i va ser nominada per l'Oscar al millor guió adaptat i per l'Oscar al millor vestuari.
La pel·lícula té lloc a principis del segle xx a Dublín en una festa de dues germanes grans per Epifania. La història centra l'atenció en l'acadèmic Gabriel Conroy (Donal McCann), i la descoberta del record que té la seva dona Gretta (Anjelica Huston) d'un amant mort.
La diferència més significativa respecte del llibre va ser la inclusió d'un personatge nou, Mr. Grace, que recita un poema irlandès del segle vuitè, "Donal Og":

## Repartiment
- Gretta Conroy - Anjelica Huston
- Gabriel Conroy - Donal McCann
- Mr. Browne - Dan O'Herlihy
- Freddy Malins - Donal Donnelly
- Mrs. Malins - Marie Kean
- Aunt Kate - Helena Carroll
- Aunt Julia - Cathleen Delany
- Lily - Rachael Dowling
- Mr. Grace - Sean McClory
- Miss Furlong - Kate O'Toole
- Bartell D'Arcy - Frank Patterson

## Premis i nominacions[calcitació]

### Premis
L'any 1988 va rebre diversos premis:
- London Critics Circle Film Awards - Director de l'any, John Huston
- National Society of Film Critics Awards (USA) – Millor pel·lícula
- Premis Independent Spirit (US Independent Film Awards) - Millor Director, John Huston
- Premis Independent Spirit (US Independent Film Awards) – Millor actriu secundària, Anjelica Huston
- Bodil Awards, - Millor pel·lícula No-Europea
- Fotogramas de Plata (Espanya) – Millor pel·lícula estrangera

### Nominacions
- Oscar al millor vestuari per Rachael Dowling i Dorothy Jeakins
- Oscar al millor guió adaptat per Tony Huston
- Premis Independent Spirit (US Independent Film Awards) – Millor fotografia, Fred Murphy
- Premis Independent Spirit (US Independent Film Awards) – Millor guió, Tony Huston